# Nagios
Nagios Core는 시스템, 네트워크, 인프라스트럭처를 모니터링하는 자유 오픈 소스 컴퓨터 응용 소프트웨어이다. Nagios는 서버, 스위치, 애플리케이션, 서비스를 위한 모니터링 및 경보 서비스들을 제공한다. 무언가 잘못되어가고 있으면 사용자에게 경보를 주고 문제가 해결되면 한 차례 더 경보를 준다.

## Nagios의 에이전트
- NRPE
- NRDP
- NSClient++
- NCPA